# Steven Le Coquen
Steven Le Coquen (Chartres, 1991. július 11. –) francia motorversenyző, jelenleg a MotoGP 125 köbcentiméteres géposztályának tagja.
A sorozatban 2007-ben mutatkozott be, azóta minden évben elindul a Francia Nagydíjon. Pontot eddig egyszer sem szerzett.